# Felis silvestris

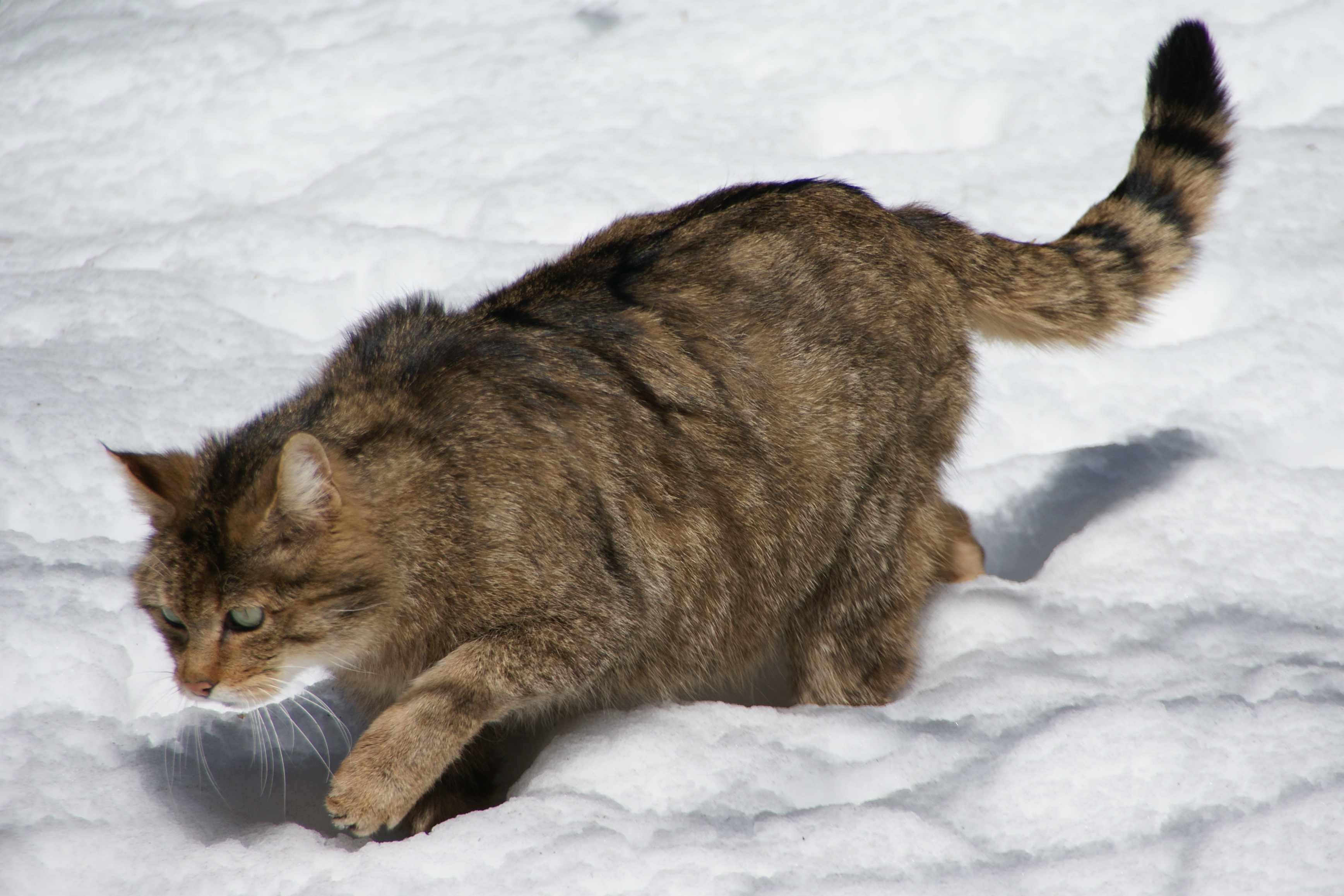
Gato montés europeo (Felis silvestris silvestris)

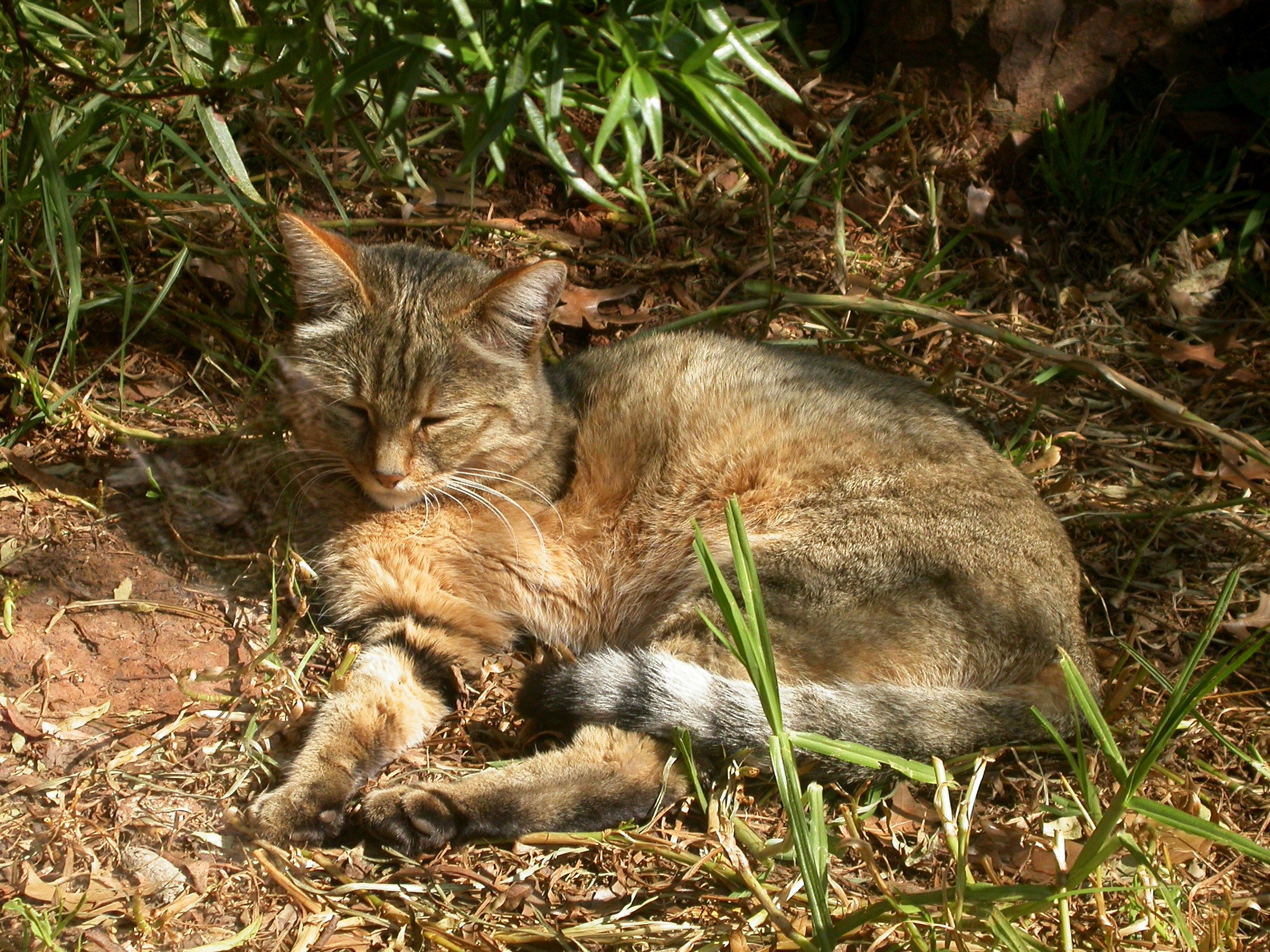
Gato salvaje africano (Felis silvestris lybica)

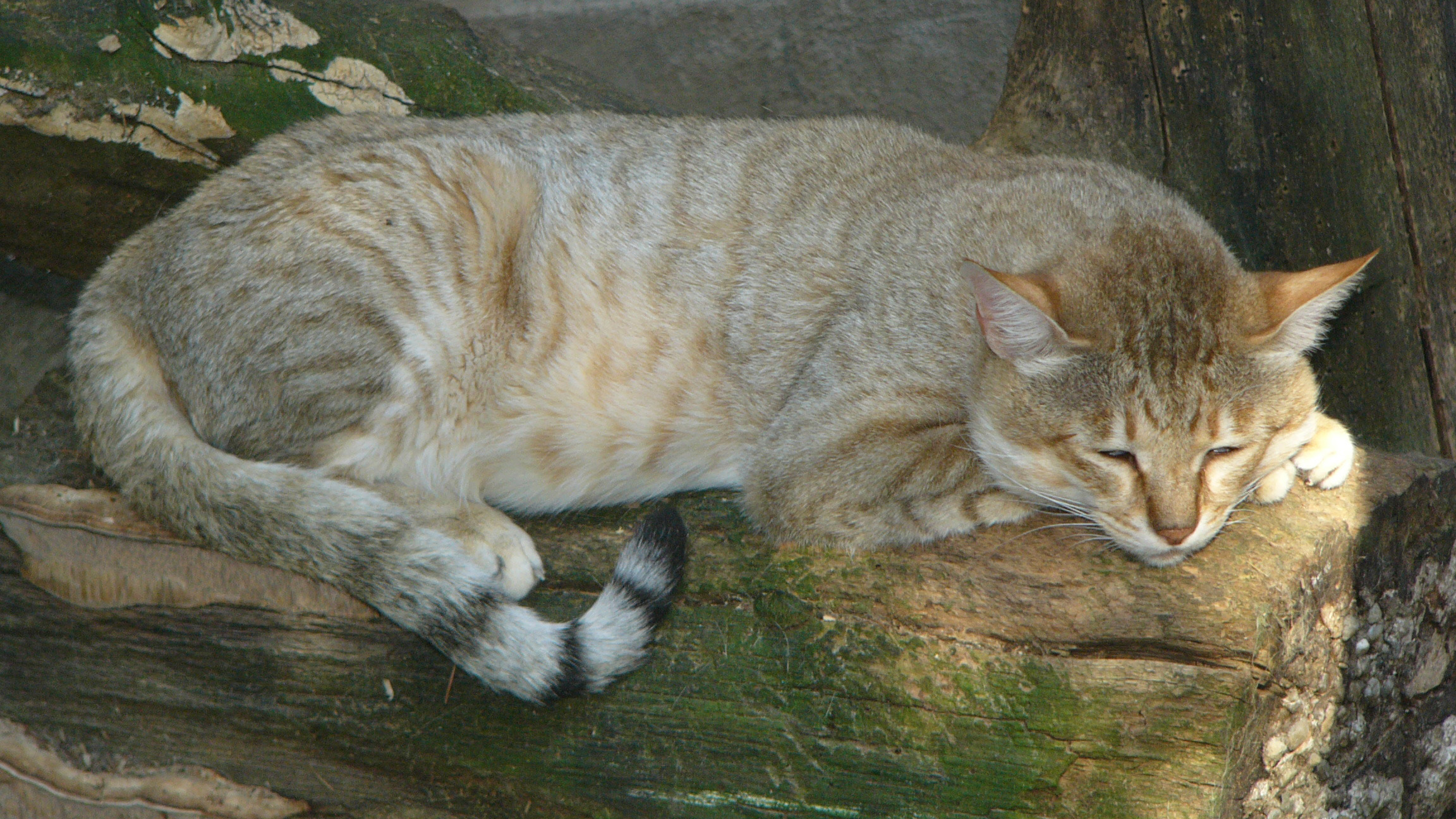
Felis silvestris gordoni

El gato montés (Felis silvestris), también conocido como gato salvaje, gato silvestre o, más formalmente, gato montés euroasiático, es una especie de mamífero carnívoro salvaje de la familia de los félidos y que habita en Eurasia y África. Tiene muchas subespecies, como el gato montés europeo (Felis silvestris), el gato salvaje asiático (Felis silvestris ornata) y el gato salvaje africano (Felis silvestris lybica). Se puede hibridar con los gatos domésticos.

## Descripción
Es un felino de pequeño tamaño, y el antecesor salvaje de los gatos domésticos (Felis silvestris catus).
Los gatos salvajes generalmente son de constitución más robusta que sus parientes caseros. Suelen ser de color predominante pardo grisáceo atigrado, más claro y ocráceo en el vientre y partes inferiores, con cuatro rayas negras longitudinales en la frente, que van a converger en una línea que recorre toda la espina dorsal.
Los ejemplares de la subespecie europea (Felis silvestris silvestris) tienen una capa de pelo más espesa y la cola más poblada y ancha que la del gato doméstico, con su punta negra y al menos dos franjas negras anchas junto a ella.
El gato montés euroasiático a veces puede ser confundido con un gato doméstico asilvestrado de capa parda rayada pero, en el caso de la forma euroasiática, puede diferenciarse por su espesa cola, más robusta y ancha, con terminación roma y redondeada, y con al menos tres anillos negros completamente cerrados. La única prueba morfológica indudable para distinguir al gato salvaje del doméstico es la medición de la capacidad craneana, ligeramente mayor en el primero.
- Dimensiones corporales: cabeza y cuerpo, 51 a 76 cm; cola, 26 a 31 cm.
- Peso: 2,8 a 5,8 kg.
- Su apariencia general es la de un gato doméstico atigrado muy robusto, con la cabeza proporcionalmente más grande y la cola más corta y gruesa, redondeada en la punta.
- El color general es gris oscuro con tonos amarillentos. Cuatro líneas negras recorren la parte dorsal del cuello, y el cuerpo tiene un esbozo de franjas transversales oscuras, que son las que le confieren aspecto de gato atigrado. En la cola se observan de dos a cuatro anillos negros (raramente cinco), más o menos bien definidos, y una franja ancha, también negra, en la punta. La garganta y el vientre son de color mucho más pálido, mientras que las plantas de los pies son negras.
- Presenta dimorfismo sexual: el macho es ligeramente más grande que la hembra (entre un 15 y un 25%).

## Subespecies
Aunque anteriormente se establecían muchas más, según estudios de ADN realizados en 2007, hay cinco subespecies de gato salvaje:
- Felis silvestris silvestris (gato montés europeo, Europa y Península de Anatolia).
- Felis silvestris lybica (gato salvaje africano, África del norte, Asia occidental hasta el mar de Aral).
- Felis silvestris cafra (África subsahariana).
- Felis silvestris ornata (gato salvaje asiático, Asia Central y Oriental, Pakistán, noroeste de la India).
- Felis silvestris bieti (norte de China).
- Felis silvestris catus (gato doméstico, extendido por todo el mundo).

El gato salvaje africano (Felis silvestris subespecie lybica) es menos tímido que otras subespecies de gato salvaje, lo que facilitó su domesticación y dio origen a todos los gatos domésticos (Felis silvestris subespecie catus).

## Distribución y hábitat
El área de distribución del gato montés euroasiático abarca Europa, Oriente Medio, sur y centro de Asia y gran parte de África. La subespecie europea (Felis silvestris silvestris) está distribuida desde el Cáucaso y Asia Menor, por toda Europa central y meridional, llegando hacia el norte hasta Escocia y las proximidades del mar del Norte y del mar Báltico.
El gato salvaje vive en bosques, y en lugares poco degradados y alejados de los núcleos urbanos. Típicamente forestal, puede ocupar, asimismo, las malezas y los matorrales densos que le ofrecen suficiente cobertura, así como las zonas con abrigos rocosos.

## Estado de conservación
El gato salvaje fue exterminado por el ser humano en numerosas regiones del centro de Europa en el transcurso del siglo pasado, y hoy en día no se encuentra en gran número más que en los montes Cárpatos.
Se encuentra protegido desde hace varios años mediante su inclusión en el anexo II del convenio CITES.
En la península ibérica su distribución y su número se han reducido significativamente; históricamente ocupaba la práctica totalidad del territorio ibérico, y en la actualidad sigue presente en prácticamente todas las provincias españolas y portuguesas, pero solo en zonas de bosque.
Se cree que su población europea está en franca regresión aunque, quizás por la dificultad de estudio mencionada, la UICN lo incluye en su Lista Roja como amenazado.

## Comportamiento
Fuera del período en que alimenta a su camada, el gato montés euroasiático es un animal solitario, cuyo territorio puede abarcar unos 2 km². Es de carácter esquivo, territorial, vespertino y nocturno, lo que dificulta notablemente su estudio. Muy arisco y agresivo, rehúye la presencia humana, por lo que es difícil de ver. Sin embargo, en la época de celo, los machos pueden buscar hembras domésticas en los alrededores de las masías y granjas. 

### Alimentación

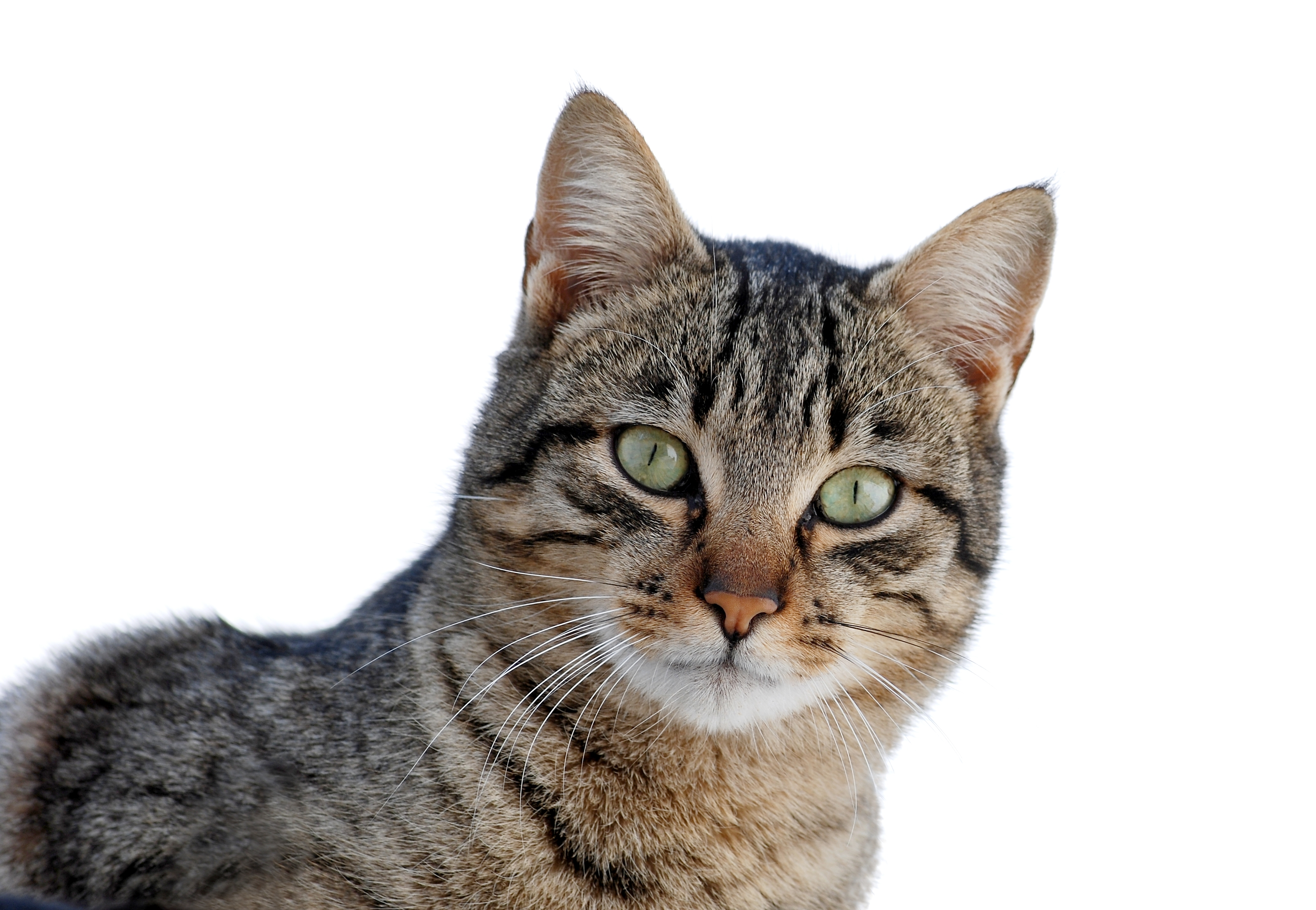
Gato doméstico (Felis silvestris catus)

Solitario, sale a cazar preferentemente al amanecer y por la noche, aunque puede mantenerse activo durante veintidós horas del día. Se alimenta de pequeños roedores y otros micromamíferos, invertebrados, algunos reptiles, pájaros y anfibios; también pude llegar a comer restos de otros animales. 

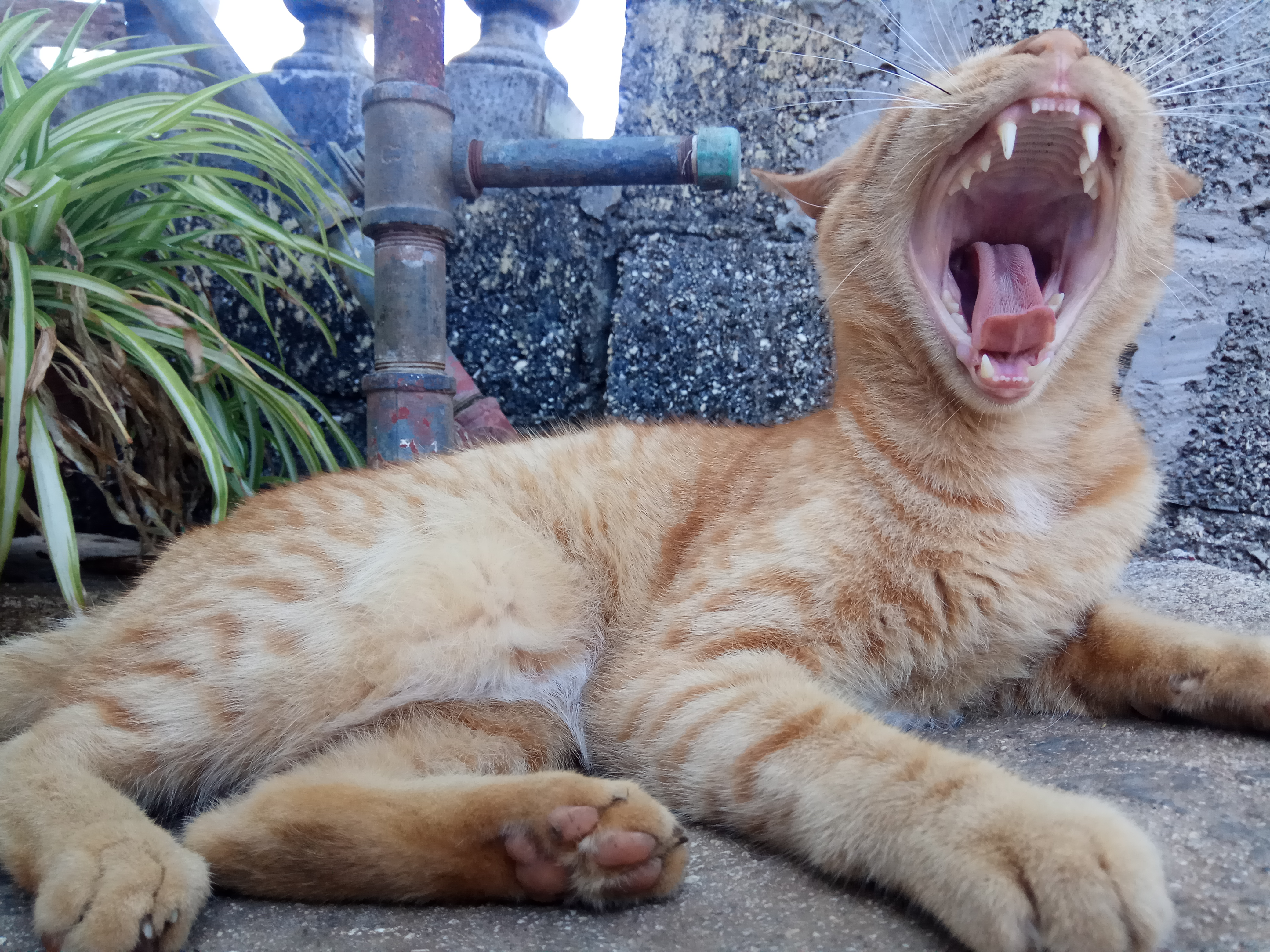
Detalle del ángulo de apertura bucal de un gato doméstico

### Reproducción
El apareamiento del gato montés tiene lugar en febrero y marzo; y en mayo las crías nacen en las grietas de las rocas, en las madrigueras abandonadas por otros mamíferos o en los huecos de los árboles. El gato montés es polígamo y una sola hembra puede ser emparejada por uno o más machos. La gestación tiene una duración de sesenta y tres a sesenta y nueve días y la hembra pare en abril o mayo una sola camada anual de uno a ocho cachorros, aunque, normalmente, son tres o cuatro. Las crías, al nacer, pesan unos 200 g y no abren los ojos sino hasta los diez o doce días. A los tres o cuatro meses se independizan, pero continúan cazando con su madre durante algún tiempo. La madurez sexual les llega a los diez meses de edad.

### Longevidad
Puede llegar a vivir entre seis y doce años en libertad, excepcionalmente quince.